# فرودگاه شهری آرتور
فرودگاه شهری آرتور (به انگلیسی: Arthur Municipal Airport) یک فرودگاه همگانی بهره‌برداری هوایی است که یک باند فرود چمن دارد و طول باند آن ۸۲۳ متر است. این فرودگاه در کشور ایالات متحده آمریکا قرار دارد و در ارتفاع ۱۱۱۱ متری از سطح دریا واقع شده‌است.